# 2022-es labdarúgó-világbajnokság-selejtező (OFC)
A 2022-es labdarúgó-világbajnokság óceániai selejtező mérkőzéseit 2022-ben játszották le. Összesen 9 válogatott vett részt a selejtezőn. Óceánia 0,5 kvótát kapott, ami azt jelentette, hogy az óceániai győztes interkontinentális pótselejtezőn juthatott ki. A selejtező egy minitornából állt, amelyet Katarban játszottak le 2022. március 14. és 30. között.

## Formátum
2021 novemberében az OFC bejelentette a selejtező lebonyolítását. Egy előselejtezőre került sor a FIFA-világranglista alapján a két legalacsonyabban rangsorolt csapat részvételével, a győztes a csoportkörbe jutott. A csoportkörben 8 csapat vett részt, a csapatokat két darab négycsapatos csoportba kerültek, amelyek egyszer játszottak egymással. Az első két helyezett az elődöntőbe jutott, a két győztes a döntőbe. A döntő győztese interkontinentális pótselejtezőn vett részt.

## Rangsor
9 óceániai FIFA-tagország részt vett a selejtezőn. 2021. november 29-én Amerikai Szamoa és Szamoa visszalépett. 2022. január 29-én, két hónappal a sorsolás után, de a torna megkezdése előtt Tonga szintén visszalépett Hunga Tonga–Hunga Ha'apai víz alatti vulkánkitörés miatt. 2022. március 19-én Vanuatu is visszalépett a játékosnál tapasztalt nagy számú pozitív COVID-19-tesztek miatt. 2022. március 23-án a Cook-szigetek is visszalépett a játékosok pozitív COVID-19-tesztjei miatt.
| Kiemelt a csoportkörben (1–7. helyezett) | Előselejtező résztvevői (8–9. helyezett)          | Visszalépett                             |
| --- | ------------------------------------------------- | ---------------------------------------- |
| 1. Új-Zéland (110.) 2. Salamon-szigetek (141.) 3. Új-Kaledónia (153.) 4. Tahiti (159.) 5. Fidzsi-szigetek (161.) 6. Vanuatu (163.) 7. Pápua Új-Guinea (164.) | 1. Tonga (199.) 2. Cook-szigetek (nem rangsorolt) | - Amerikai Szamoa (190.) - Szamoa (193.) |

## Naptár
A selejtező eredetileg 2020 szeptemberében kezdődött volna, de a Covid19-pandémia miatt a FIFA nemzetközi naptára módosult. 2020. június 25-én jelentette be a FIFA, hogy az interkontinentális pótselejtezőket 2022 márciusáról 2022 júniusára helyezték át. Az OFC selejtezőit végül a FIFA jóváhagyásával 2022 márciusában játsszák le Katarban.

## Előselejtező
Egy előselejtezőre került sor a két legalacsonyabban rangsorolt csapat részvételével (Tonga és a Cook-szigetek). A győztes a csoportkörbe jutott. A mérkőzést azonban törölték miután Tonga visszalépett, így a Cook-szigetek játék nélkül jutott a csoportkörbe.

### Összegzés
| 1. csapat | Eredmény | 2. csapat     |
| --------- | -------- | ------------- |
| Tonga     | törölve  | Cook-szigetek |

### Mérkőzés
| 2022. március 13. 20:00 (UTC+3) |

| Tonga | törölve | Cook-szigetek |
| ----- | ------- | ------------- |
|       |         |               |

| Al-Arabi Stadium, Doha |

A Cook-szigetek játék nélkül továbbjutott.

## Csoportkör

### A csoport
| Hely. | Csapat           | M | Gy | D | V | G+ | G– | Gk | P | Továbbjutás                                |  | Salamon-szigetek | Francia Polinézia | Vanuatu | Cook-szigetek |
| ----- | ---------------- | - | -- | - | - | -- | -- | -- | - | ------------------------------------------ |  | ---------------- | ----------------- | ------- | ------------- |
| 1.    | Salamon-szigetek | 1 | 1  | 0 | 0 | 3  | 1  | +2 | 3 | Továbbjutott az egyenes kieséses szakaszba |  | —                | 3–1               | tör.    | —             |
| 2.    | Tahiti           | 1 | 0  | 0 | 1 | 1  | 3  | −2 | 0 | Továbbjutott az egyenes kieséses szakaszba |  | —                | —                 | tör.    |               |
| 3.    | Vanuatu          | 0 | 0  | 0 | 0 | 0  | 0  | 0  | 0 | Visszalépett                               |  | —                | —                 | —       | tör.          |
| 4.    | Cook-szigetek    | 0 | 0  | 0 | 0 | 0  | 0  | 0  | 0 | Visszalépett                               |  | 0–2              | tör.              | —       | —             |

1. 1 2  Vanuatu visszalépett több játékosának pozitív COVID-19-tesztje miatt.[7]
2. ↑  A Tahiti–Vanuatu mérkőzést törölték Vanuatu több játékosának pozitív COVID-19-tesztje miatt.[13]
3. ↑  Vanuatu és a Cook-szigetek visszalépése miatt a Cook-szigetek–Salamon-szigetek mérkőzés eredményét utólag törölték.[9]
4. ↑  A Cook-szigetek–Tahiti mérkőzést törölték a Cook-szigetek több játékosának pozitív COVID-19-tesztje miatt.[14]

| 2022. március 17. 17:00 (UTC+3) |

| Cook-szigetek | törölve (0–2) | Salamon-szigetek   |
| ------------- | ------------- | ------------------ |
|               | Jegyzőkönyv   | Kaua 20' Hou 45+1' |

| Grand Hamad Stadium, Doha Játékvezető: David Yareboinen (Pápua új-guineai) |

| 2022. március 17. 20:00 (UTC+3) |

| Tahiti | törölve     | Vanuatu |
| ------ | ----------- | ------- |
|        | Jegyzőkönyv |         |

| Grand Hamad Stadium, Doha Játékvezető: Matthew Conger (új-zélandi) |

| 2022. március 20. 17:00 (UTC+3) |

| Cook-szigetek | törölve     | Tahiti |
| ------------- | ----------- | ------ |
|               | Jegyzőkönyv |        |

| Grand Hamad Stadium, Doha Játékvezető: Mederic Lacour (új-kaledóniai) |

| 2022. március 20. 20:00 (UTC+3) |

| Salamon-szigetek | törölve     | Vanuatu |
| ---------------- | ----------- | ------- |
|                  | Jegyzőkönyv |         |

| Grand Hamad Stadium, Doha Játékvezető: Campbell-Kirk Waugh (új-zélandi) |

| 2022. március 24. 17:00 (UTC+3) |

| Vanuatu | törölve     | Cook-szigetek |
| ------- | ----------- | ------------- |
|         | Jegyzőkönyv |               |

| Qatar SC Stadium, Doha |

| 2022. március 24. 17:00 (UTC+3) |

| Salamon-szigetek    | 3–1               | Tahiti       |
| ------------------- | ----------------- | ------------ |
| Lea’i 20' 52' 90+6' | (1–1) Jegyzőkönyv | A. Tehau 26' |

| Grand Hamad Stadium, Doha Játékvezető: Matthew Conger (új-zélandi) |

### B csoport
| Hely. | Csapat          | M | Gy | D | V | G+ | G– | Gk  | P | Továbbjutás                                |   | Új-Zéland | Pápua Új-Guinea | Fidzsi-szigetek | Új-Kaledónia |
| ----- | --------------- | - | -- | - | - | -- | -- | --- | - | ------------------------------------------ | - | --------- | --------------- | --------------- | ------------ |
| 1.    | Új-Zéland       | 3 | 3  | 0 | 0 | 12 | 1  | +11 | 9 | Továbbjutott az egyenes kieséses szakaszba |   | —         | —               | 4–0             | 7–1          |
| 2.    | Pápua Új-Guinea | 3 | 2  | 0 | 1 | 3  | 2  | +1  | 6 | Továbbjutott az egyenes kieséses szakaszba |   | 0–1       | —               | —               | 1–0          |
| 3.    | Fidzsi-szigetek | 3 | 1  | 0 | 2 | 3  | 7  | −4  | 3 |                                            |   | —         | 1–2             | —               | —            |
| 4.    | Új-Kaledónia    | 3 | 0  | 0 | 3 | 2  | 10 | −8  | 0 |                                            | — | —         | 1–2             | —               |              |

| 2022. március 18. 17:00 (UTC+3) |

| Pápua Új-Guinea | 0–1               | Új-Zéland |
| --------------- | ----------------- | --------- |
|                 | (0–0) Jegyzőkönyv | Waine 75' |

| Qatar SC Stadium, Doha Játékvezető: Saoud Ali Al-Adba (katari) |

| 2022. március 18. 20:00 (UTC+3) |

| Új-Kaledónia | 1–2               | Fidzsi-szigetek |
| ------------ | ----------------- | --------------- |
| Wetria 78'   | (0–1) Jegyzőkönyv | Nalaubu 11' 89' |

| Qatar SC Stadium, Doha Játékvezető: Mohammed Al-Shammari (katari) |

| 2022. március 21. 17:00 (UTC+3) |

| Pápua Új-Guinea | 1–0               | Új-Kaledónia |
| --------------- | ----------------- | ------------ |
| Semmy 8'        | (1–0) Jegyzőkönyv |              |

| Qatar SC Stadium, Doha Játékvezető: Joel Hopken (vanuatui) |

| 2022. március 21. 20:00 (UTC+3) |

| Új-Zéland                                    | 4–0               | Fidzsi-szigetek |
| -------------------------------------------- | ----------------- | --------------- |
| Wood 45' 73' Just 71' Lewis 90+3' (11-esből) | (1–0) Jegyzőkönyv |                 |

| Qatar SC Stadium, Doha Játékvezető: Salman Falahi (katari) |

| 2022. március 24. 20:00 (UTC+3) |

| Új-Zéland                                                                    | 7–1               | Új-Kaledónia |
| ---------------------------------------------------------------------------- | ----------------- | ------------ |
| Greive 8' 45+2' Rogerson 36' (11-esből) De Jong 75' Tuiloma 81' Wood 83' 89' | (3–1) Jegyzőkönyv | Saïko 12'    |

| Qatar SC Stadium, Doha Játékvezető: Norbert Hauata (tahiti) |

| 2022. március 24. 20:00 (UTC+3) |

| Fidzsi-szigetek | 1–2               | Pápua Új-Guinea         |
| --------------- | ----------------- | ----------------------- |
| Waranaivalu 12' | (1–1) Jegyzőkönyv | A. Kepo 45+2' Semmy 63' |

| Grand Hamad Stadium, Doha Játékvezető: Abdulhadi Al-Ruaile (katari) |

## Egyenes kieséses szakasz
Az egyenes kieséses szakaszban ha a rendes játékidő után döntetlen az állás, akkor 30 perc hosszabbítást játszanak. Ha ezután is döntetlen az eredmény, akkor büntetőpárbaj következik.

### Ágrajz
|  |                                  |                  |           |                                  |   |                  |                  |       |
|  | Elődöntők                        | Elődöntők        | Elődöntők |                                  |   | Döntő            | Döntő            | Döntő |
|  | Elődöntők                        | Elődöntők        | Elődöntők |                                  |   | Döntő            | Döntő            | Döntő |
|  | március 27. – Doha (Grand Hamad) |                  |           |                                  |   |                  |                  |       |
|  |                                  |                  |           |                                  |   |                  |                  |       |
|  | Salamon-szigetek                 | Salamon-szigetek | 3         |                                  |   |                  |                  |       |
|  | Salamon-szigetek                 | Salamon-szigetek | 3         | március 30. – Doha (Grand Hamad) |   |                  |                  |       |
|  | Pápua Új-Guinea                  | Pápua Új-Guinea  | 2         |                                  |   |                  |                  |       |
|  | Pápua Új-Guinea                  | Pápua Új-Guinea  | 2         |                                  |   | Salamon-szigetek | Salamon-szigetek | 0     |
|  | március 27. – Doha (Grand Hamad) |                  |           |                                  |   | Salamon-szigetek | Salamon-szigetek | 0     |
|  |                                  |                  | Új-Zéland | Új-Zéland                        | 5 |                  |                  |       |
|  | Új-Zéland                        | Új-Zéland        | Új-Zéland | Új-Zéland                        | 5 | 1                |                  |       |
|  | Új-Zéland                        | Új-Zéland        |           |                                  |   |                  |                  |       |
|  | Tahiti                           | Tahiti           | 0         |                                  |   |                  |                  |       |
|  | Tahiti                           | Tahiti           | 0         |                                  |   |                  |                  |       |
|  |                                  |                  |           |                                  |   |                  |                  |       |

### Elődöntők
| 2022. március 27. 17:00 (UTC+3) |

| Salamon-szigetek      | 3–2               | Pápua Új-Guinea             |
| --------------------- | ----------------- | --------------------------- |
| Hou 33' 66' Lea’i 71' | (1–1) Jegyzőkönyv | A. Komolong 24' A. Kepo 88' |

| Grand Hamad Stadium, Doha Játékvezető: Mohammed Abdulla Hassan Mohamed (Egyesült Arab Emírségekbeli) |

| 2022. március 27. 20:30 (UTC+3) |

| Új-Zéland  | 1–0               | Tahiti |
| ---------- | ----------------- | ------ |
| Cacace 71' | (0–0) Jegyzőkönyv |        |

| Grand Hamad Stadium, Doha Játékvezető: Abdulramán al-Dzsasszím (katari) |

### Döntő
A győztes az interkontinentális pótselejtezőbe jutott.
| 2022. március 30. 20:00 (UTC+3) |

| Salamon-szigetek | 0–5               | Új-Zéland                                       |
| ---------------- | ----------------- | ----------------------------------------------- |
|                  | (0–2) Jegyzőkönyv | Tuiloma 23' 70' Wood 39' Bell 50' Garbett 90+1' |

| Grand Hamad Stadium, Doha Játékvezető: Naváf Sukralláh (bahreini) |

## Interkontinentális pótselejtező
A minitorna győztesének interkontinentális pótselejtezőt kell játszania. A párosításokat 2021. november 26-án sorsolták. A mérkőzésre 2022. június 13-án vagy 14-én kerül sor.
| 1. csapat  | Eredmény | 2. csapat |
| ---------- | -------- | --------- |
| Costa Rica | 1–0      | Új-Zéland |